# لوئیس البرتو (بازیکن فوتبال، زاده ۱۹۴۳)
لوئیس البرتو (اسپانیایی: Luis Alberto‎؛ زادهٔ ۶ اکتبر ۱۹۴۳) بازیکن فوتبال اهل آرژانتین است.